# ۱۶۷۷ (میلادی)
۱۶۷۷ (میلادی) هزار و ششصد و هفتاد و هفتمین سال تقویم میلادی است.

## زادگان
- ۸ فوریه – ژاک کاسینی، ستاره‌شناس فرانسوی (د. ۱۷۵۶)

## درگذشتگان
- 21 فوریه - باروخ اسپینوزا : فیلسوف هلندی.